# Октябрьский (Тбилисский район)
Октя́брьский — посёлок в Тбилисском районе Краснодарского края.
Входит в состав Тбилисского сельского поселения.

## География

### Улицы
| - пер. Абрикосовый, - пер. Рязанцева, - ул. Вишнёвая, - ул. Гоголя, - ул. Западная, - ул. Кубанская, - ул. Лермонтова, | - ул. Мира, - ул. Парковая, - ул. Пролетарская, - ул. Псурцева, - ул. Радио, - ул. Школьная, - ул. Южная. |

## Население
| 2002 | 2010  |
| ---- | ----- |
| 1377 | ↗1399 |